# Maarten Welbergen
Maarten Welbergen (Amsterdam, 12 februari 1956) is een Nederlands kunstschilder. Hij staat vooral bekend als portretschilder.

## Biografie
Hij voltooide zijn opleiding aan de Gerrit Rietveld Academie in Amsterdam in 1978 waar hij lessen volgde van o.a. Herman Gordijn. Daarna vervolgde hij zijn opleiding aan de Rijksakademie van beeldende kunsten (1980-1982). Zijn werk valt onder het realisme, de sfeer van zijn werk in zijn beginperiode doet denken aan de Engelse schilder Gainsborough.
Welbergen is mede-oprichter van Het Nederlands Portretschap (1991). 
Welbergen is naast zijn werk als (portret)schilder werkzaam als docent aan de Wackers Academie in Amsterdam.
In 2010 deed hij mee met het televisieprogramma Sterren op het Doek en schilderde hij een portret van Jan Peter Balkenende.

## Solo exposities
- 1979/81 Concertgebouw, Amsterdam
- 1982 galerie Ina Broerse, Amsterdam
- 1986 Portrettenkabinet, Amsterdam
- 1988 RAI Amsterdam, Amsterdam
- 1992 Gnie de la Bastille, Parijs
- 1996 Portrettenwinkel, Haarlem
- 1996 Artoteek Oost, Amsterdam
- 2000 WG-expozaal, Amsterdam
- 2000 Trusttheater OK, Amsterdam
- 2001 Artoteek Zuid-Oost, Amsterdam
- 2003 Museum Møhlmann, Venhuizen
- 2006 galerie Rudolfv, Amsterdam
- februari en maart 2009, galerie Petit, Amsterdam